# Área metropolitana de Copenhague
El área metropolitana de Copenhague consiste en la ciudad de Copenhague y en una serie de localidades menores ubicadas en la región de Hovedstaden (Dinamarca).
En total, el área metropolitana de Copenhague se extiende por una superficie de 1891 km² y cuenta con una población de 1,68 millones de habitantes, de los cuales 5 y 30% corresponden a la ciudad de Copenhague, respectivamente. Tiene una densidad de población de 891 hab/km².
El área metropolitana de Copenhague junto con el área metropolitana de Malmö, en Suecia, a unos 25 km al este y separadas por el estrecho de Øresund, conforman una conurbación conocida como la región del Øresund, que en total reúne más de 2,1 millones de habitantes.

## Composición
El área metropolitana de Copenhague se compone de la ciudad de Copenhague y de 28 pequeñas ciudades y municipios ubicados a su alrededor (entre las que destacan las ciudades de Frederiksberg y Roskilde), como se muestra en la tabla siguiente.
| Región                | Municipio      | Superficie (en km²) | Población(1) |
| --------------------- | -------------- | ------------------- | ------------ |
| Dinamarca             |                |                     |              |
| Región de Hovedstaden | Copenhague     | 88,25               | 503.699      |
| Región de Hovedstaden | Frederiksberg  | 8,77                | 92 234       |
| Región de Hovedstaden | Gentofte       | 25,54               | 68 672       |
| Región de Hovedstaden | Lyngby-Taarbæk | 38,88               | 51 751       |
| Región de Hovedstaden | Rudersdal      | 73,80               | 53 910       |
| Región de Hovedstaden | Hørsholm       | 31,38               | 24 332       |
| Región de Hovedstaden | Fredensborg    | 112,08              | 39 303       |
| Región de Hovedstaden | Helsingør      | 121,61              | 61 012       |
| Región de Hovedstaden | Hillerød       | 212,99              | 46 354       |
| Región de Hovedstaden | Allerød        | 67,44               | 23 609       |
| Región de Hovedstaden | Egedal         | 125,79              | 40 057       |
| Región de Hovedstaden | Furesø         | 55,68               | 37 624       |
| Región de Hovedstaden | Gladsaxe       | 25,00               | 61 945       |
| Región de Hovedstaden | Herlev         | 12,04               | 26 743       |
| Región de Hovedstaden | Ballerup       | 34,09               | 46 914       |
| Región de Hovedstaden | Tårnby         | 64,95               | 39 722       |
| Región de Hovedstaden | Dragør         | 18,14               | 13 184       |
| Región de Hovedstaden | Hvidobre       | 21,91               | 49 422       |
| Región de Hovedstaden | Rødovre        | 12,12               | 36 244       |
| Región de Hovedstaden | Glostrup       | 13,31               | 20 618       |
| Región de Hovedstaden | Brøndby        | 23,05               | 33 947       |
| Región de Hovedstaden | Vallensbæk     | 9,15                | 12 145       |
| Región de Hovedstaden | Ishøj          | 25,94               | 20 715       |
| Región de Hovedstaden | Albertslund    | 23,04               | 27 608       |
| Región de Hovedstaden | Høje-Taastrup  | 78,41               | 46 683       |
| Región de Selandia    | Roskilde       | 211,88              | 81 017       |
| Región de Selandia    | Greve          | 60,18               | 47 672       |
| Región de Selandia    | Solrød         | 40,00               | 20 852       |
| Región de Selandia    | Køge           | 255,47              | 56 298       |
| TOTAL                 | TOTAL          | 1890,89             | 1 684 286    |

- (1) - Datos del 1 de enero de 2007, tomados del informe estadístico de población del StatBank Denmark

- Datos: Q833754